# Artsakh (canción)
«Artsakh» es un sencillo de Serj Tankian, publicado el 4 de abril de 2016. Su temática habla acerca de la vida de los armenios en Nagorno Karabaj en los últimos 20 años, de cómo han sido perseguidos por las fuerzas de Azerbaiyán, y de que la región sea reconocida globalmente como la "República de Artsakh".

## Vídeo musical
El vídeo, dirigido por Rand Courtney, muestra al intérprete sentado al aire libre, tocando la guitarra, mientras canta en armenio.